# Happy (canção de Pharrell Williams)
"Happy" é uma canção do músico norte-americano Pharrell Williams, e foi usada para a trilha sonora do filme Meu Malvado Favorito 2. Foi composta e produzida pelo próprio, com lançamento a 21 de novembro de 2013 na iTunes Store através da Back Lot Music e Columbia Records. Em 2014 Happy foi indicado ao Oscar de "Melhor Canção Original". A canção ficou entre os singles mais baixados em 2014, segundo dados da IFPI.
A canção atingiu o topo das paradas de 25 países, incluindo nos Estados Unidos e no Reino Unido. Ficou no topo da Billboard Hot 100 por 10 semanas consecutivas e no topo da United World Charts por 19 semanas. Teve 11.442.000 cópias vendidas ao redor do mundo nos primeiros seis meses de 2014 e se consagrou como o single mais vendido na parada de meio de ano.

## Desempenho nas tabelas musicais

### Posições
| Tabela musical (2013-2014)                         | Melhor posição |
| -------------------------------------------------- | -------------- |
| Alemanha - Media Control AG                        | 1              |
| Austrália - ARIA Singles Chart                     | 1              |
| Áustria - Ö3 Austria Top 75                        | 12             |
| Bélgica - Ultratop (Flandres)                      | 1              |
| Bélgica - Ultratop (Valónia)                       | 1              |
| Bulgária - Media Forest                            | 1              |
| Brasil - Brasil Hot 100 Airplay                    | 17             |
| Brasil - Brasil Hot Pop Songs                      | 1              |
| Canadá - Canadian Hot 100                          | 1              |
| Coreia do Sul - Gaon International Chart           | 5              |
| Dinamarca - Tracklisten                            | 4              |
| Escócia - Scottish Singles Chart                   | 2              |
| Espanha - PROMUSICAE                               | 1              |
| Estados Unidos (Billboard Adult Alternative Songs) | 14             |
| Estados Unidos (Billboard Adult Contemporary)      | 1              |
| Estados Unidos (Billboard Adult Top 40)            | 1              |
| Estados Unidos (Billboard Hot 100)                 | 1              |
| Estados Unidos (Billboard Dance/Mix Show Airplay)  | 11             |
| Estados Unidos (Billboard Dance Club Songs)        | 14             |
| Estados Unidos (Billboard R&B/Hip-Hop Songs)       | 1              |
| Estados Unidos (Billboard Mainstream Top 40)       | 1              |
| Estados Unidos (Billboard Rhythmic)                | 1              |
| Estados Unidos (Billboard Rock Airplay)            | 45             |
| França - SNEP                                      | 1              |
| Hungria - Single Top 20                            | 1              |
| Irlanda - IRMA                                     | 1              |
| Itália - FIMI                                      | 3              |
| Luxemburgo - Luxembourg Digital Songs              | 1              |
| Nova Zelândia - NZ Top 40 Singles Chart            | 1              |
| Países Baixos - Mega Single Top 100                | 2              |
| Polónia - Polish Airplay Top 20                    | 18             |
| Portugal - Portugal Digital Songs                  | 1              |
| Reino Unido - UK Singles Chart                     | 1              |
| Suécia - Sverigetopplistan                         | 23             |
| Suíça - Schweizer Hitparade                        | 1              |

### Final de ano
| Paradas (2013)                        | Melhor posição |
| ------------------------------------- | -------------- |
| Austrália (ARIA)                      | 92             |
| Países Baixos (Dutch Top 40)          | 9              |
| Países Baixos (Single Top 100)        | 5              |
| Reino Unido (Official Charts Company) | 85             |
| Paradas (2014)                        | Melhor posição |
| Alemanha (Media Control Charts)       | 2              |
| Canadá (Canadian Hot 100)             | 1              |
| Estados Unidos (Billboard Hot 100)    | 1              |

### Certificações
| País          | Provedor | Certificação |
| ------------- | -------- | ------------ |
| Austrália     | ARIA     | Platina      |
| Nova Zelândia | RIANZ    | Ouro         |
| Reino Unido   | BPI      | Platina      |

## Créditos
Todo o processo de elaboração da canção atribui os seguintes créditos pessoais:
- Pharrell Williams – vocalista, composição, produção
- Rhea Dummett – vocais de apoio;
- Trevon Henderson – vocais de apoio;
- Ashley L. Lee – vocais de apoio;
- Shamika Hightower – vocais de apoio;
- Jasmine Murray – vocais de apoio;
- Terrence Rolle – vocais de apoio;
- Mike Larson – gravação, edição digital, arranjos;
- Matthew Desrameaux – assistência de gravação;
- Andrew Coleman – edição digital, arranjos;
- Leslie Brathwaite – mistura;
- Reuben Cohen – masterização.

## Histórico de lançamento
| País           | Data                   | Formato                  | Editora discográfica |
| -------------- | ---------------------- | ------------------------ | -------------------- |
| Austrália      | 16 de Dezembro de 2013 | Descarga digital         | Back Lot Music       |
| Brasil         | 16 de Dezembro de 2013 | Descarga digital         | Back Lot Music       |
| França         | 16 de Dezembro de 2013 | Descarga digital         | Back Lot Music       |
| Portugal       | 16 de Dezembro de 2013 | Descarga digital         | Back Lot Music       |
| Suécia         | 16 de Dezembro de 2013 | Descarga digital         | Back Lot Music       |
| Estados Unidos | 13 de Janeiro de 2014  | Rádio adult contemporary | Columbia             |
| Estados Unidos | 21 de Janeiro de 2014  | Rádio mainstream         | Columbia             |